# 加古川市立川西小学校
加古川市立川西小学校（かこがわしりつ かわにししょうがっこう）は、兵庫県加古川市米田町平津にある公立小学校。
校区は加古川市の西部にあり、国道2号、JR西日本山陽本線に沿った宝殿駅から、加古川の本流にかけられた大橋にいたる東西に細長い地域である。
東部は橋一つへだてると加古川町で市の中心街である。南西部は高砂市と隣接している。また、北部は東神吉町、西神吉町である。

## 指導目標
1. 進んで考える子
2. 心のかよいあう子
3. 自らきたえる子

## 沿革
1956年に旧米田町が加古川市と高砂市に分割して編入されることとなった際、兵庫県の裁定により当時米田町全域を校区としていた米田小学校を組合立とすることとされた。しかし高砂市議会はこの裁定に疑義を呈し、最終的に高砂市は加古川市に対し裁定を断る旨を伝えた。加古川市と高砂市との交渉に進展はなく、加古川市に編入された米田町域のために川西小学校を開校させることになる。
- 1958年（昭和33年）4月 - 第1回入学式・始業式を挙行
- 1967年（昭和42年）8月 - プールが完成
- 1986年（昭和61年）9月 - 体育館が完成
- 2007年（平成19年）7月 - 旧円形校舎の取り壊し工事が開始
- 2009年（平成21年）1月 - 新円形校舎が完成

## 通学区域
- 加古川市米田町のうち、平津の全域と、船頭のうち加古川市立東神吉南小学校校区を除く区域
- 加古川市東神吉町西井ノ口のうち東神吉南小学校校区を除く区域[2]

## 進学先中学校
全域で2004年度までの卒業生は加古川市高砂市組合立宝殿中学校だったが、2005年度の卒業生より加古川市立神吉中学校の校区となる。これは、加古川・高砂両市における宝殿中学校の組合を解消したことに伴う校区の変更によるものである。

## 交通
- JR西日本山陽本線宝殿駅より東へ徒歩10分

## 通学区域が隣接している学校
- 加古川市立西神吉小学校
- 加古川市立東神吉南小学校
- 加古川市立氷丘南小学校
- 加古川市立加古川小学校
- 高砂市立米田小学校
- 高砂市立米田西小学校